# Konzolový most

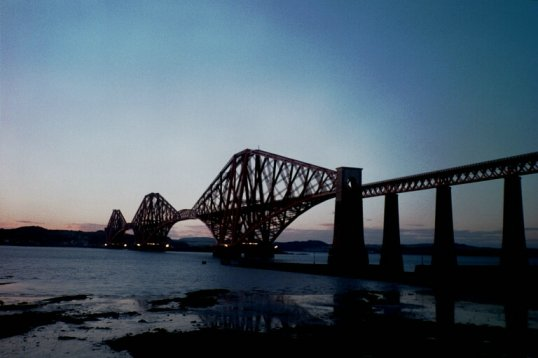
Forth Bridge u Edinburghu

Konzolový most je most, který je postaven pomocí konzol, což jsou nosníky, které vyčnívají horizontálně do prostoru, podepřené pouze na jednom konci. U malých mostů pro pěší to mohou být jednoduché trámy, ale velké mosty navrhované na silniční nebo železniční dopravu využívají nosníky postavené z konstrukční oceli nebo trámy z předpjatého betonu. Konzolový most s ocelovými nosníky znamenal při prvním zavedení do praxe velký přelom, protože dokáže překlenout velké vzdálenosti a je ho možné postavit jednoduše.